# Procòpia (consort de Miquel I)
Procòpia, en grec antic Προκοπία, nascuda cap al 770 i morta després del 813, va ser una emperadriu consort de l'emperador romà d'Orient Miquel I Rangabé. El seu pare va ser l'emperador Nicèfor I. No es coneix el nom de la seva mare. Va tenir un germà, Estauraci, que va ser breument emperador l'any 811.

## Matrimoni
A finals del segle viii, Procòpia es va casar amb Miquel Rangabé, fill de Teofilacte Rangabé, un almirall que comandava la flota de la mar Egea. L'any 802, l'emperadriu Irene d'Atenes va ser deposada per una aliança de patricis i eunucs. El cap de la conspiració va ser Nicèfor I, el pare de Procòpia, que en aquell moment ocupava el càrrec de ministre d'Hisenda (logoteta). El 31 d'octubre del 802, Nicèfor va ser designat hereu de l'imperi i Procòpia es va convertir en un membre de la família imperial. Nicèfor també va ser nomenat κουροπαλάτης (Curopalata), la més alta distinció de la cort.
El 26 de juliol del 811, Nicèfor va morir en una batalla contra el kan Krum de Bulgària a la batalla de Pliska. Bona part de l'exèrcit romà d'Orient va quedar destruït, en una de les pitjors derrotes de la història romana d'Orient. Entre els pocs supervivents s'hi trobava Estauraci, el germà de Procòpia, que va ser nomenat emperador. Estauraci va ser ferit a la batalla, un cop d'espasa el va ferir a prop del coll, i el va deixar paralitzat. Els membres de la Guàrdia Imperial van aconseguir transportar-lo a Adrianòpolis, però no es va recuperar de les ferides. El problema de la successió es va fer urgent, i van sorgir dues faccions. Una al voltant de Teòfano d'Atenes, l'esposa de l'emperador, que es diu que havia intentat convèncer el seu marit perquè la fes emperadriu. L'altra facció defensava Procòpia, que buscava el tron per al seu marit Miquel.
Procòpia no va aconseguir convèncer el seu germà perquè escollís al seu marit, al contrari, sembla que volia afavorir Teòfano. Però Miquel i Procòpia van obtenir el suport suficient de la cort, que va amenaçar Estauraci. Incapaç de fer front a l'oposició, Estauraci va designar el seu cunyat Miquel com a hereu i va abdicar al moment, retirant-se a un monestir. Procòpia es va convertir en la nova emperadriu consort.

## Emperadriu
El 2 d'octubre del 811, Miquel I Rangabé va ascendir al tron i Procòpia es va convertir en emperadriu. Durant la curta vida del seu marit, Procòpia ocupava una posició dominant a la cort imperial. Va insistir en seguir el seu marit a les campanyes militars, però la seva presència no era ben vista per les tropes. Per tal d'enfortir la seva posició, Miquel va repartir generosament diners a l'exèrcit, als estaments oficials i a l'Església, i va reobrir les negociacions amb Carlemany al que va reconèixer com a basileu (emperador). La guerra contra els búlgars continuava i va provocar la caiguda de la parella imperial.
El 22 de juny del 813, Miquel va ser derrotat en la batalla de Versinicia. L'exèrcit romà d'Orient més nombrós que l'exèrcit búlgar, no va ser capaç d'utilitzar la seva superioritat numèrica. Miquel va ser un dels primers en retirar-se del camp de batalla. Altres unitats van seguir el seu exemple. El kan Krum avançava cap a la Tràcia oriental i Constantinoble es va convertir en un objectiu proper. Miquel i Procòpia no van obtenir prou recolzament per mantenir-los al poder després de la derrota militar.
El 10 de juliol de 813, Miquel I abdicà a favor de Lleó V l'Armeni. Un escrit titulat Teòfanes continuat, una continuació de les cròniques de Teòfanes el Confessor, indica que Procòpia es va oposar sense èxit a l'abdicació del seu marit, i va haver-se de retirar a un monestir on va morir uns quants anys després. Els fills de Procòpia també van patir un destí molt dur. Lleó V va insistir que fossin castrats i tonsurats perquè mai no poguessin reclamar el poder imperial.

## Fills
Procòpia i Miquel van tenir almenys cinc fills:
- Teofilacte (792-15 de gener del 849), coemperador del 812 al 813. Va ser castrat i exiliat a un monestir. La data de la seva mort s'indica a Teòfanes continuat.
- Estauraci (793-813), va morir abans de l'abdicació del seu pare en circumstàncies desconegudes.
- Nicetes (797 - 23 d'octubre de 877), castrat i exiliat en un monestir. Després es convertí en patriarca amb el nom d'Ignasi de Constantinoble.
- Gorgo, que es va fer monja.
- Teòfano, que també va ser monja.[1]